# Wordle
Wordle es un videojuego de palabras de navegador desarrollado por Josh Wardle, un programador que previamente había creado los experimentos sociales Place y The Button para Reddit.

## Cómo se juega
Todos los días el juego elige una palabra de cinco letras que los jugadores intentan adivinar dentro de seis intentos. Después de que el jugador introduce la palabra que supone que es, cada letra se marca en verde, amarilla o gris: el verde indica que la letra es correcta y que está en la posición correcta, el amarillo significa que la letra está en la palabra incógnita pero no en la posición correcta, mientras que el gris indica que la letra no está en la palabra incógnita. Cada día la palabra es la misma para todos los jugadores.
Conceptual y estilísticamente el juego es similar al juego de lápiz y papel Jotto de 1955 y al juego del programa de televisión Lingo. Cada juego diario utiliza una palabra de una lista ordenada al azar de 2.315 palabras.

## Historia
Wardle inicialmente creó el juego para utilizarlo él mismo junto a su compañero Palak Shah. A mediados de octubre de 2021 lo hizo público después de que "se convirtiera en una obsesión" rápidamente entre sus familiares, nombrándolo Wordle como un juego de palabras con su apellido. Wardle creó un prototipo similar en 2013. Ha dicho que no tiene intención de monetizar el juego y que "no está tratando de hacer nada turbio con tus datos o tus globos oculares". . . Es solo un juego que es divertido". En una entrevista en el programa Today de la estación de radio BBC Radio 4, Wardle declaró que no conoce ninguna palabra incógnita diaria, por lo que aún puede disfrutar de jugar a Wordle.
El juego se convirtió en un fenómeno viral en Twitter a fines de diciembre de 2021 luego de que Wardle agregara un botón de compartir al juego, lo que permitió a los usuarios copiar sus resultados en forma de una cuadrícula de emojis de cuadrados de color. Esta función se inspiró en un grupo de amigos de Nueva Zelanda que descubrieron el juego a fines de noviembre y trazaron sus resultados en formato emoji. Más de 300 000 personas jugaron Wordle el 2 de enero de 2022, frente a los 90 jugadores del 1 de noviembre de 2021, una cifra que aumentó a más de 2 millones una semana después. Entre el 1 y el 13 de enero, se compartieron 1,2 millones de resultados de Wordle en Twitter. Varios medios de comunicación, incluidos CNET y The Indian Express, atribuyeron la popularidad del juego a que los acertijos son diarios. Wardle sugirió que tener un acertijo por día crea una sensación de falta, lo que deja a los jugadores queriendo más; también señaló que alienta a los jugadores a pasar solo tres minutos en el juego cada día.
Tras el repentino aumento de popularidad de Wordle a principios de 2022, aparecieron varios clones del videojuego. Algunos de estos clones modificaron la fórmula de Wordle en métodos novedosos. Absurdle es una versión contrapuesta de Wordle donde la palabra objetivo cambia con cada intento; su desarrollador, usando el identificador "qntm", había desarrollado previamente una versión contrapuesta similar de Tetris llamada Hatetris, y al igual que Hatetris, Absurdle pretendía ser la versión más difícil de Wordle posible. Otro de los clones usaba solo palabrotas de cuatro letras como su propio vocabulario y otro permitía a los jugadores cambiar la longitud de las palabras. También se crearon otras versiones compatibles con idiomas distintos del inglés. De todas formas, en la App Store de Apple,  aparecieron a principios de enero de 2022 una serie de clones con anuncios de publicidad que hicieron poco y nada para alterar la fórmula, incluso tomando prestado el nombre del juego. Uno de los desarrolladores de estos clones alardeó de su éxito en las redes sociales, lo que llevó a muchos usuarios a ridiculizarlo por crear un clon, lo que provocó que el desarrollador configurara sus cuentas de redes sociales como privadas. Los usuarios continuaron buscando otros clones de Wordle en la App Store y, al final de ese día, casi todos los clones se habían eliminado de la tienda, aunque Apple no confirmó si era responsable o no de su eliminación.
Aparte, un juego completamente diferente llamado Wordle de Steven Cravotta que había sido lanzado en la App Store cinco años antes que el Wordle de Wardle, experimentó un aumento en las descargas y compras de personas que pensaban que era el Wordle de Wardle. Cravotta se alegró de ver el resurgimiento de su juego, aunque los que realizaron la compra lo hicieron pensando que era el Wordle de 2021 y ha declarado que, en colaboración con Wardle, donará las ganancias de su juego a Boost en Oakland, California, una organización benéfica que proporciona clases particulares a estudiantes de Oakland.
La popularidad de Wordle ha motivado la creación de otros juegos que, sin seguir las reglas de este son considerados variantes del mismo que siguen la fórmula Wordle: una partida diaria común para todos los jugadores del mundo de duración corta y con estadísticas de resultado.

## Idiomas
Poco después de ganar popularidad viral entre los usuarios de habla inglesa en enero de 2022, Wordle fue adaptado a otros idiomas. Hannah Park creó una versión de código abierto del juego básico de Wordle y el lingüista Aiden Pine la modificó para que admitiera otros conjuntos de caracteres, lo que hizo que el juego fuera compatible con más idiomas. Pine también tiene un blog gratuito paso a paso que explica cómo crear tu propio Wordle. Para octubre de 2024, el proyecto colaborativo "Wordles of the World" había documentado 780 juegos y recursos similares a Wordle en 158 idiomas. Se enumeran variantes basadas en dialectos históricos y regionales, lenguas indígenas, lenguas sin sistemas de escritura alfabética (como el chengyu chino y la lengua de señas Americana) y lenguas construidas como el Klingon.

## Curiosidades
El recién electo pontífice León XIV, es un jugador muy frecuentemente asiduo.

## Otros
The New York Times y Hasbro se asociaron para crear Wordle: The Party Game, un juego de mesa basado en el videojuego de navegador. Es una variante para dos a cuatro jugadores, en la que un jugador selecciona una palabra secreta en cada ronda para que los demás jugadores la adivinen, siguiendo las reglas de Wordle. El juego se lanzó en octubre de 2022. Charlie Hall de Polygon describió el juego físico como un "trabajo de cortar y pegar" que simplemente replica la mecánica del juego en línea sin mejorarlo para varios jugadores como un juego de fiesta.